# Elena Fanchini
Pour les articles homonymes, voir Fanchini.
Elena Fanchini, née le 30 avril 1985 à Lovere et morte le 8 février 2023 à Pian Camuno, est une skieuse alpine italienne spécialiste des épreuves de vitesse (descente et super G), entre 2001 et 2020. 

## Biographie
Elena Fanchini est la sœur de Nadia et de Sabrina Fanchini.
Elle a débuté en équipe nationale en 2003 et en 2005 en Coupe du monde. Dès sa première saison dans l'élite elle devient vice-championne du monde de descente derrière Janica Kostelić et gagne une descente à Lake Louise. Elle renoue avec le succès près de dix ans plus tard en remportant en janvier 2015 la descente de Cortina d'Ampezzo.

### Vie privée
En 2018, Elena Fanchini annonce qu'elle doit renoncer aux Jeux olympiques de PyeongChang pour se soigner d'un cancer.
Le 22 avril 2020, elle annonce qu'elle met un terme à sa carrière sportive, en même temps que sa sœur, Nadia,.
Elena Fanchini meurt le 8 février 2023 à l'âge de 37 ans à son domicile de Solato un hameau de Pian Camuno dans la province de Brescia.

## Palmarès

### Jeux olympiques d'hiver
| Épreuve / Édition       | Turin 2006 | Vancouver 2010 | Sotchi 2014 |
| Descente                | 29e        | Abandon        | 12e         |
| Super G                 | Abandon    | 14e            | -           |
| Combiné / Super combiné | -          | -              | DNS2        |

légende : - = n'a pas pris part à l'épreuve, DNS2 : n'a pas pris le départ de la deuxième manche

### Championnats du monde
| Épreuve / Édition | Bormio 2005 | Åre 2007 | Garmisch Partenkirchen 2011 | Schladming 2013 | Beaver Creek 2015 | Saint-Moritz 2017 |
| Descente          | Argent      | 27e      | 16e                         | 9e              | 26e               | 14e               |
| Super G           | -           | 31e      | 18e                         | -               | -                 | -                 |
| Slalom géant      | Abandon     | -        | -                           | -               | -                 | -                 |
| (Super) Combiné   | 20e         | -        | -                           | 15e             | 16e               | -                 |

### Coupe du monde
- Meilleur classement général : 17e en 2015.
- Meilleur classement en descente : 5e en 2015.
- 4 podiums, dont 2 victoires.

#### Détail des victoires
| Saison / Épreuve | Descente          | Super G | Slalom | Combiné | Total |
| 2006             | Lake Louise       | 0       | 0      | 0       | 1     |
| 2015             | Cortina d'Ampezzo | 0       | 0      | 0       | 1     |
| Total            | 2                 | 0       | 0      | 0       | 2     |

#### Différents classements en Coupe du monde
| Année     | Classement général final | Classement en super G | Classement en descente | Classement en combiné |
| 2004-2005 | 75e                      | 45e                   | 32e                    |                       |
| 2005-2006 | 41e                      | 47e                   | 12e                    |                       |
| 2006-2007 | 77e                      | 50e                   | 30e                    |                       |
| 2007-2008 | 45e                      | 34e                   | 23e                    | 39e                   |
| 2009-2010 | 53e                      | 26e                   | 24e                    |                       |
| 2010-2011 | 28e                      | 25e                   | 12e                    |                       |
| 2011-2012 | 36e                      | 32e                   | 13e                    | 18e                   |
| 2012-2013 | 62e                      | 47e                   | 22e                    | 37e                   |
| 2013-2014 | 33e                      | 42e                   | 10e                    |                       |
| 2014-2015 | 17e                      | 9e                    | 5e                     |                       |
| 2015-2016 | 51e                      | 24e                   | 24e                    |                       |
| 2016-2017 | 57e                      | 50e                   | 16e                    |                       |
| 2017-2018 | 70e                      | 40e                   | 27e                    |                       |

### Championnats du monde junior
- Bardonnèche 2005 : 
  -  Médaille d'argent de la descente
  -  Médaille de bronze du super G.

### Coupe d'Europe
- 5 podiums, dont 1 victoire (en super G).

### Championnats d'Italie
- Championne de descente en 2005, 2007, 2010, 2011, 2012, 2015 et 2016.